# Quế Lộc
Quế Lộc is een xã in het district Nông Sơn, een van de districten in de Vietnamese provincie Quảng Nam. Quế Lộc heeft ruim 6000 inwoners op een oppervlakte van 35 km².
Quế Lộc is verdeeld in twee delen, Quế Lộc en Sơn Viên.